# Лира, Венделл
Венделл Силва Лира (род. 7 января 1989 года в Гоянии) — киберспортсмен по FIFA и бывший бразильский футболист, игравший на позиции нападающего.

## Биография
Венделл начал свою карьеру в «Гоясе» и в 2006 году стал лучшим бомбардиром чемпионата Бразилии до 20 лет, а в следующем году был переведён в первую команду. 12 мая 2007 года он дебютировал в профессиональном футболе в выездном матче чемпионата против «Сан-Паулу», заменив на 63-й минуте Фабрисио Карвалью, его команда потерпела поражении со счётом 0:2.
В 2006 году Венделл Лира играл в Кубке Сендай за сборную Бразилии до 20 лет, забив один гол на турнире. Он получил предложение от «Милана», которое отклонил «Гояс», так как у игрока был действующий пятилетний контракт.
В июне 2010 года он был отдан в аренду в «Форталезу», которая играла в Серии C.
6 ноября 2015 года было объявлено, что его гол за «Гоянезию» в матче с «Атлетико Гоияниенсе» (победа со счётом 2:1) был включён в список из десяти голов-претендентов на премию ФИФА имени Пушкаша. Позже этот гол также был выбран одним из трёх лучших для финального голосования. На момент объявления победителя, он был свободным агентом, а через несколько недель после этого подписал контракт с «Вила-Нова». 11 января 2016 года его гол был признан лучшим. Венделл Лира набрал 46,7 % голосов против 33,3 % у занявшего второе место Лионеля Месси.
Венделл играл за «Вила Нова» в начале сезона 2016 года, но 3 мая был уволен, так и не сумев забить за свой клуб.
28 июля 2016 года Венделл объявил о своем уходе из профессионального футбола из-за постоянных травм. Он хотел начать карьеру профессионального киберспортсмена, а также снимать видео для YouTube.
В 2012 году Венделл стал чемпионом турнира по FIFA в Гоясе. В ноябре 2015 года он стал лидером бразильского рейтинга, что почти позволило ему попасть на чемпионат мира по FIFA 2016 года. После того, как он выиграл премию Пушкаша 2015 года, ему бросил вызов чемпион мира по FIFA 2015 года Абдулазиз Альшехри. Он победил араба со счётом 6:1, в итоге EA Sports пригласила его на чемпионат мира 2016 года. В 2019 году Венделл присоединился к команде по киберспорту лиссабонского «Спортинга».